# Tibble en Lundby
Tibble en Lundby (Zweeds: Tibble och Lundby) is een småort in de gemeente Enköping in het landschap Uppland en de provincie Uppsala län in Zweden. Het småort heeft 84 inwoners (2005) en een oppervlakte van 19 hectare. Eigenlijk bestaat het småort uit twee plaatsen: Tibble en Lundby.